# يوم الأمراض النادرة
يوم الأمراض النادرة (بالإنجليزية: Rare Disease Day)‏ هو احتفال يقام في اليوم الأخير من شهر فبراير لزيادة الوعي بالأمراض النادرة وتحسين إمكانية الحصول على العلاج والتمثيل الطبي للأفراد الذين يعانون من أمراض نادرة. أنشأت المنظمة الأوروبية للأمراض النادرة (EURORDIS) هذا اليوم في عام 2008 لزيادة الوعي بالأمراض غير المعروفة أو الأمراض التي تم التغاضي عنها. وبحسب تلك المنظمة، فإن علاج العديد من الأمراض النادرة غير كاف، وكذلك الدور الذي تقوم به الشبكات الاجتماعية لدعم المصابين بالأمراض النادرة وأفراد أسرهم؛ علاوة على ذلك، بينما كان هناك بالفعل العديد من الأيام المخصصة لمرضى أمراض مثل (الإيدز والسرطان وما إلى ذلك)، لم يكن هناك في السابق يوم لتمثيل المصابين بالأمراض النادرة. في عام 2009، أصبح يوم الأمراض النادرة يوما عَالَمِيًّا حيث حشدت المنظمة الوطنية للاضطرابات النادرة 200 منظمة مناصرة لمرضى الأمراض النادرة في الولايات المتحدة، بينما تقود المنظمات في الصين وأستراليا وتايوان وأمريكا اللاتينية أيضًا الجهود في بلدانهم لتنسيق الأنشطة وتعزيز الاحتفال بهذا اليوم.

## التاريخ

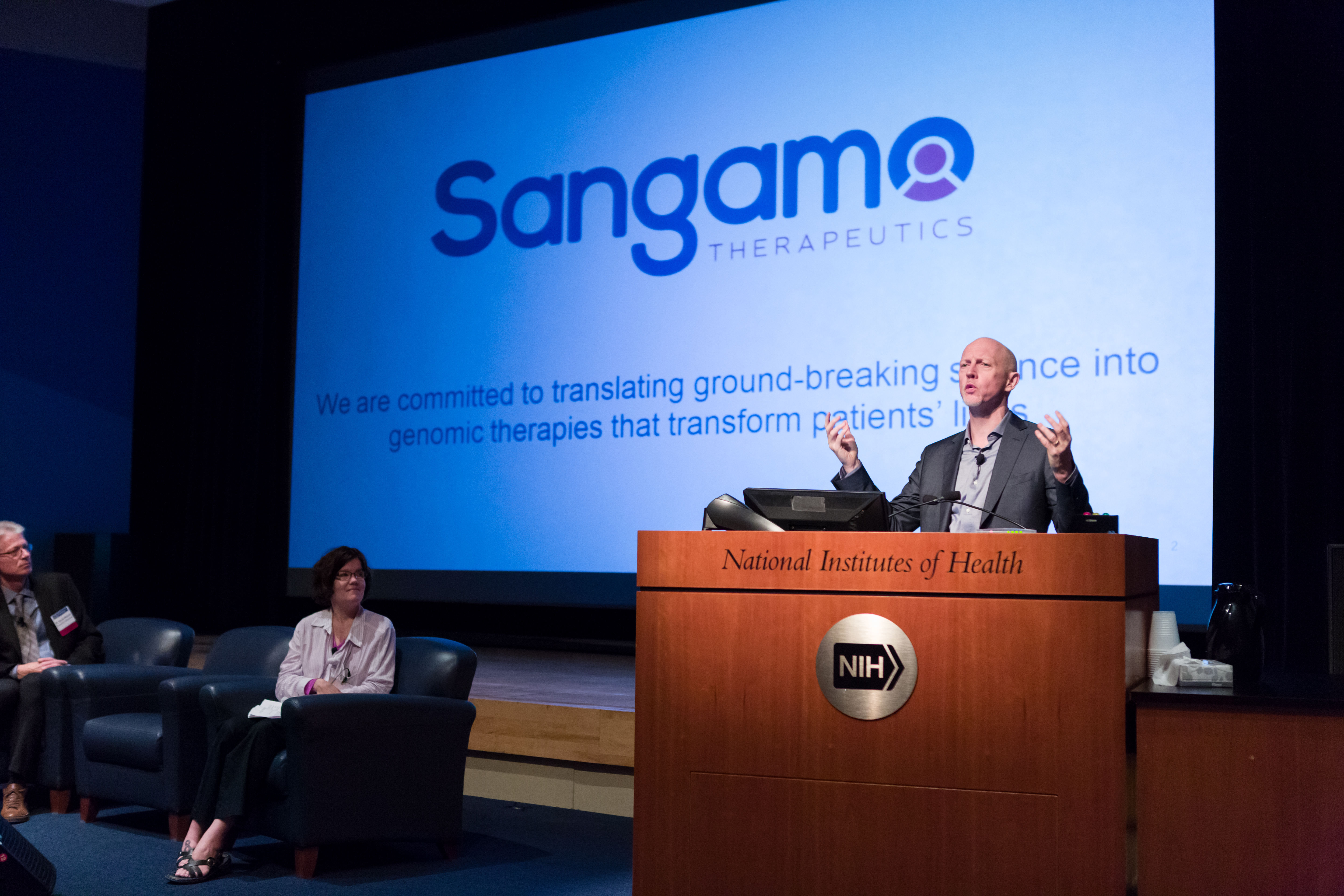
حدث يوم الأمراض النادرة في 2018

نُظم أول يومٍ للأمراض النادرة من قبل المنظمة الأوروبية للأمراض النادرة وقد عقد في 29 فبراير 2008 في العديد من الدول الأوروبية وفي كندا من خلال المنظمة الكندية للأمراض النادرة (CORD). تم اختيار هذا التاريخ لأن 29 فبراير هو «يوم نادر» وكان عام 2008 الذكرى السنوية الخامسة والعشرون لإقرار قانون المخدرات اليتيمة (بالإنجليزية: Orphan Drug Act of 1983)‏ في الولايات المتحدة.
شارك الأفراد الذين يحتفلون بيوم الأمراض النادرة في جولات المشي والمؤتمرات الصحفية لزيادة الوعي العام بالأمراض النادرة، ونظموا حملات لجمع التبرعات؛ كما عقدت المنظمات غير الربحية ذات الصلة بالصحة في العديد من البلدان فعاليات وتجمعات وحملات. كما تضمن اليوم جلسة مفتوحة للبرلمان الأوروبي مخصصة لمناقشة القضايا السياسة المتعلقة بالأمراض النادرة. تضمنت الأيام التي سبقت يوم الاحتمال بالأمراض النادرة أحداثًا أخرى متعلقة بالسياسات في العديد من المواقع، مثل حفل أقيم في البرلمان البريطاني حيث التقى واضعي السياسات مع الأفراد المصابين بأمراض نادرة لمناقشة قضايا مثل «الوصول المتساوي لعلاج وتوافر الوقاية والتشخيص ألازم وإعادة التأهيل».
في عام 2009، تم الاحتفال بيوم الأمراض النادرة لأول مرة في بنما، كولومبيا، الأرجنتين، أستراليا، صربيا، روسيا، جمهورية الصين الشعبية، والولايات المتحدة. وقعت المنظمة الوطنية للاضطرابات النادرة (NORD) في الولايات المتحدة، على تنسيق يوم الأمراض النادرة وتعاونت مع قناة ديسكفري وتم عرض سلسلة درامية وثائقية باسم التشخيص الغامض (بالإنجليزية: Mystery Diagnosis)‏، بالإضافة إلى تعاون 180 شريكًا آخر، لتنظيم لاحتفال بيوم الأمراض النادرة في جميع أنحاء البلاد. أصدرت العديد من حكومات الولايات في الولايات المتحدة الأمريكية إعلانات بشأن يوم الأمراض النادرة. وفي أوروبا، خططت أكثر من 600 منظمة للدعوة ودعم المرضى، بتنسيق من المنظمة الأوروبية للأمراض النادرة.
في عام 2010، شاركت 46 دولة. حيث انضمت لاتفيا وليتوانيا وسلوفينيا وجورجيا وثلاث دول أفريقية إلى الحدث لأول مرة. بحلول عام 2012، شاركت الآلاف من منظمات الدفاع عن المرضى، بما في ذلك أكثر من 600 شريك يعملون مع المنظمة الوطنية للاضطرابات النادرة في الولايات المتحدة لتعزيز يوم الأمراض النادرة.
وبحلول عام 2014، كان هناك 84 دولة تشارك في هذه الفعاليات، مع أكثر من أربعمائة حدث في جميع أنحاء العالم. وشاركت تسعة بلدان جديدة في عام 2014 ؛ كوبا والإكوادور ومصر وغينيا والأردن وكازاخستان وكينيا وعمان وباراغواي. وفي عام 2018، شاركت الرأس الأخضر وغانا وسوريا وتوغو وترينيداد وتوباغو للمرة الأولى، حيث شاركت 80 دولة في أحداث ذلك العام.

## روابط خارجية
- الموقع الرسمي ليوم الأمراض النادرة
- يوم الأمراض النادرة الموقع الرسمي للولايات المتحدة الأمريكية